# Lunettes à grille

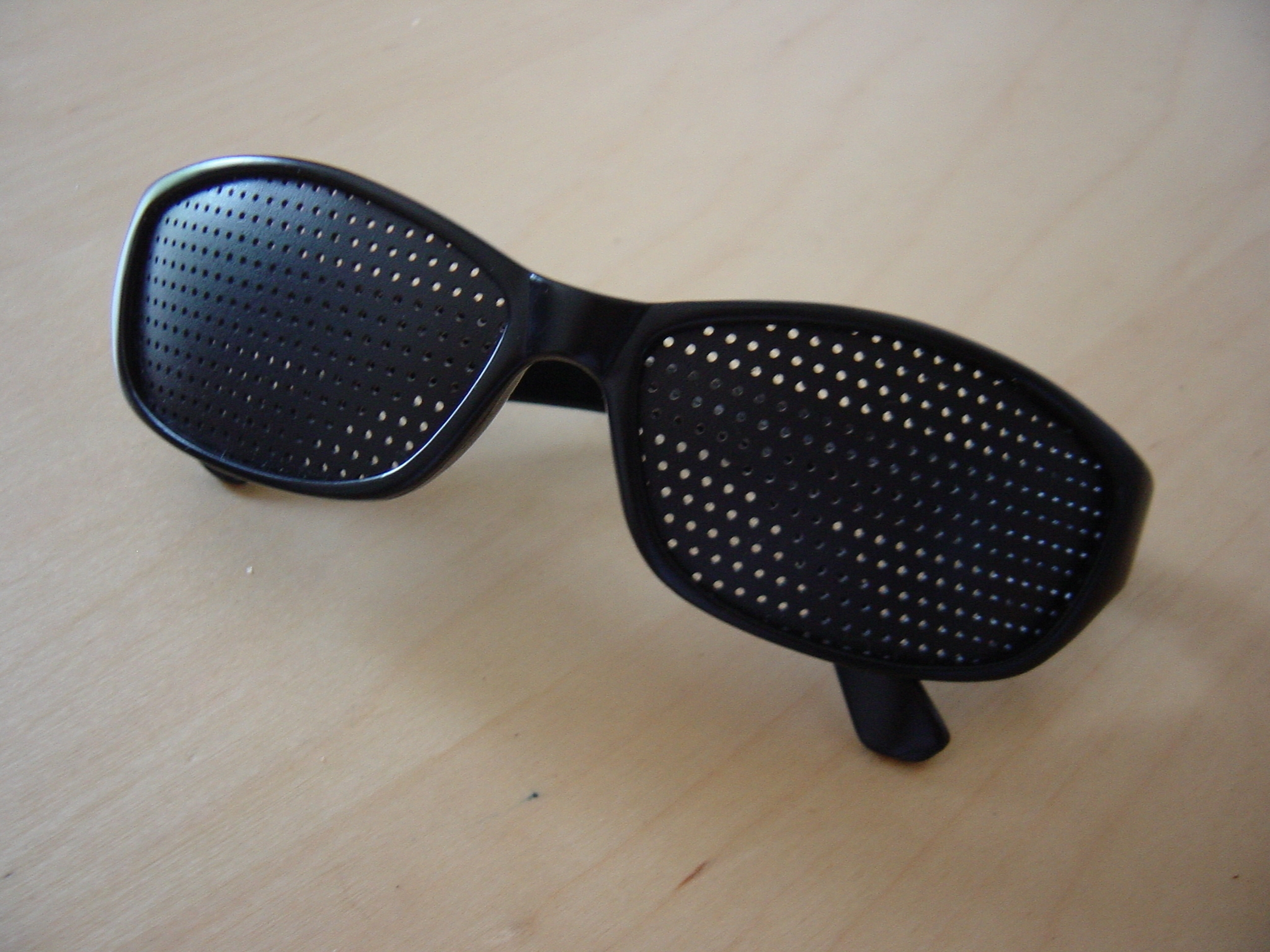
Une paire de lunettes à grille.

Les lunettes à grille, également connues sous le nom de lunettes sténopéïques, sont des lunettes de vue comportant des séries de trous de faible diamètre formant une plaque opaque à la place de chaque verre.
De manière similaire à l'action d'un sténopé, chaque orifice ne permet qu'à un rai de lumière restreint de parvenir aux yeux, réduisant ainsi le cercle de confusion sur la rétine et en augmentant la profondeur de champ. Destiné aux personnes atteintes de défauts visuels, les lunettes à grille ont souvent pour effet une vue plus nette,. Contrairement aux lunettes conventionnelles, les lunettes à grille ne comportent pas d'effet de distorsion à l'approche des montures. Bien que les lunettes à grille soient employées par des personnes ayant à la fois des problèmes de vue de loin et de près, elles sont déconseillées[réf. nécessaire] aux personnes présentant plus de 6 dioptries (δ) de myopie. De plus, ce type de lunettes réduirait la luminosité ainsi que la vision périphérique, et ne devrait pas être utilisées pour la conduite et pour les opérations de machinerie,.
Les lunettes à grille ont été commercialisées par plusieurs sociétés en se fondant sur le fait qu'elles pouvaient améliorer la vue, associées à des exercices d'orthoptie. Ces affirmations ont été étudiées, mais aucune preuve n'a été trouvée pour les confirmer[réf. nécessaire].

## Crédits
- (en) Cet article est partiellement ou en totalité issu de l’article de Wikipédia en anglais intitulé « Pinhole glasses » (voir la liste des auteurs).